# Campeonato de Portugal de Ciclismo Contrarrelógio
Os Campeonatos de Portugal de Ciclismo Contrarrelógio são organizados anualmente desde o ano de 1996 para determinar o campeão ciclista de Portugal de cada ano, na modalidade.
O título é outorgado ao vencedor de uma única prova, na modalidade de Contrarrelógio individual. O vencedor obtêm o direito de usar a maillot com as cores da bandeira de Portugal até ao campeonato do ano seguinte, unicamente quando disputa provas Contrarrelógio.

## Palmarés

### Elites Homens
| Ano  | Ganhador                     | Segundo                       | Terceiro                |
| ---- | ---------------------------- | ----------------------------- | ----------------------- |
| Ano  | Vencedor                     | Segundo                       | Terceiro                |
| 1996 | José Azevedo                 | Paulo Jorge Ferreira de Moura | Cândido Barbosa         |
| 1997 | José Azevedo                 | Alberto Carlos Amaral Amorim  | Joaquim Alberto Sampaio |
| 1998 | Alberto Carlos Amaral Amorim | Vítor Gamito                  | Joaquim Adrego Andrade  |
| 1999 | Vítor Gamito                 | Joaquim Adrego Andrade        | José Azevedo            |
| 2000 | Vítor Gamito                 | Joaquim Adrego Andrade        | Vidal Fitas Pereira     |
| 2001 | José Azevedo                 | Vidal Fitas Pereira           | Pedro Lopes Goncalves   |
| 2002 | Joaquim Adrego Andrade       | Pedro Manuel Andrade          | Renato Silva            |
| 2003 | Joaquim Adrego Andrade       | Renato Silva                  | Bruno Castanheira       |
| 2004 | Sérgio Paulinho              | Hugo Sabido                   | Renato Silva            |
| 2005 | Cândido Barbosa              | Joaquim Alberto Sampaio       | Hernâni Brôco           |
| 2006 | Helder Duarte Miranda        | Bruno Castanheira             | Joaquim Adrego Andrade  |
| 2007 | Ricardo Martins              | José Azevedo                  | Joaquim Alberto Sampaio |
| 2008 | Sérgio Paulinho              | Tiago Machado                 | Helder Oliveira         |
| 2009 | Tiago Machado                | Cândido Barbosa               | José Mendes             |
| 2010 | Rui Costa                    | Sérgio Sousa                  | Mário Costa             |
| 2011 | Nelson Oliveira              | Hugo Sabido                   | Hernâni Brôco           |
| 2012 | José Gonçalves               | Ricardo Vilela                | Sérgio Sousa            |
| 2013 | Rui Costa                    | Domingo Gonçalves             | Hugo Sabido             |
| 2014 | Nelson Oliveira              | Rui Costa                     | Sérgio Sousa            |
| 2015 | Nelson Oliveira              | Tiago Machado                 | José Mendes             |
| 2016 | Nelson Oliveira              | José Mendes                   | Rafael Reis             |
| 2017 | Domingos Gonçalves           | Rafael Reis                   | Sérgio Paulinho         |
| 2018 | Domingos Gonçalves           | Tiago Machado                 | José Gonçalves          |
| 2019 | José Gonçalves               | Domingos Gonçalves            | António Carvalho        |
| 2020 | Ivo Oliveira                 | Rui Costa                     | Tiago Machado           |
| 2021 | João Almeida                 | Rafael Reis                   | José Fernandes          |
| 2022 | Rafael Reis                  | Ivo Oliveira                  | João Almeida            |

### Sub-23
| Ano  | Ganhador         | Segundo          | Terceiro        |               |
| ---- | ---------------- | ---------------- | --------------- | ------------- |
|      | 2002             | Sérgio Paulinho  | Edgar Anão      | Hernâni Brôco |
| 2003 | Hernâni Brôco    | Edgar Anão       | Ricardo Martins |               |
| 2004 | João Cabreira    | Filipe Cardoso   | Bruno Lima      |               |
| 2005 | Filipe Cardoso   | José Mendes      | Vítor Rodrigues |               |
| 2006 | Tiago Machado    | Mário Costa      | Filipe Cardoso  |               |
| 2007 | Tiago Machado    | Cláudio Apolo    | Rui Costa       |               |
| 2008 | Nélson Oliveira  | Ricardo Vilela   | Casimiro Gomes  |               |
| 2009 | Nélson Oliveira  | José Gonçalves   | Diogo Nunes     |               |
| 2010 | Nélson Oliveira  | Fábio Silvestre  | Pedro Paulinho  |               |
| 2011 | José Gonçalves   | Rafael Reis      | Fábio Silvestre |               |
| 2012 | Fábio Silvestre  | António Barbio   | Amaro Antunes   |               |
| 2013 | Rafael Reis      | Victor Valinho   | Carlos Ribeiro  |               |
| 2014 | Rafael Reis      | José Fernandes   | Carlos Ribeiro  |               |
| 2015 | José Fernandes   | Gaspar Gonçalves | Ruben Guerreiro |               |
| 2016 | Gaspar Gonçalves | Jorge Magalhães  | Ivo Oliveira    |               |
| 2017 | José Fernandes   | Gaspar Gonçalves | João Almeida    |               |
| 2018 | Ivo Oliveira     | João Almeida     | Tiago Antunes   |               |
| 2019 | João Almeida     | Daniel Magalhaes | Guilherme Mota  |               |
| 2020 | Guilherme Mota   | Daniel Dias      | Pedro Andrade   |               |

### Juniores Homens
| Ano  | Ganhador         | Segundo         | Terceiro            |
| ---- | ---------------- | --------------- | ------------------- |
| 2003 | José Mendes      | Cláudio Apolo   | Sérgio Ruas         |
| 2004 | Vitor Rodrigues  | Marco Menses    | Ricardo Rodrigues   |
| 2006 | Nélson Oliveira  | Ivo Fernandes   | André Ferreira      |
| 2007 | Basco Pereira    | Nélson Oliveira | Amaro Antunes       |
| 2008 | Amaro Antunes    | Fábio Silvestre | André Mourato       |
| 2009 | Rafael Reis      | Daniel Freitas  | Mário Miranda Costa |
| 2010 | Rafael Reis      | João Leal       | Luís Sousa          |
| 2011 | António Barbio   | João Leal       | Luís Gomes          |
| 2012 | Augusto Vitorino | Luís Gomes      | João Cabral         |
| 2013 | João Silva       | João Cabral     | Gaspar Gonçalves    |
| 2014 | Ivo Oliveira     | Tiago Antunes   | Jorge Magalhães     |
| 2015 | Jorge Magalhães  | João Almeida    | Daniel Viegas       |
| 2016 | João Almeida     | Daniel Viegas   | Bruno Faleiro       |
| 2017 |                  |                 |                     |
| 2018 | Guillherm Mota   | Guilherme Simão | Diogo Ribeiro       |
| 2019 | Fabio Fernandes  | Daniel Dias     | João Carvalho       |
| 2020 |                  |                 |                     |

## Palmarés Feminino

### Juniores Mulheres
| Ano  | Vencedor              | Segundo            | Terceiro               |
| ---- | --------------------- | ------------------ | ---------------------- |
| 1999 | Claudia Vitorino      | Irina Coelho       | Liliana Rocha          |
| 2003 | Isabel Caetano        | Ana Rita Vigário   | Sonia Campos           |
| 2004 | Isabel Caetano        | Ana Rita Vigário   | Cristina Azevedo       |
| 2006 | Cristina Azevedo      | Ana Rita Vigário   | Isabel Caetano         |
| 2007 | Isabel Caetano        | Ana Rita Vigário   | Ester Alves            |
| 2008 | Isabel Caetano        | Ester Alves        | Anais Verguet          |
| 2009 | Ester Alves           | Angela Fernandes   | Ana Rita Vigário       |
| 2010 | Vanessa Fernandes     | Anais Verguet      | Isabel Caetano         |
| 2011 | Isabel Caetano        | Ester Alves        | Andreia Ponte          |
| 2012 | Vanessa Sofia Pereira | Ana Rita Vigário   | Isabel Caetano         |
| 2013 | Daniela Reis          | Isabel Caetano     | Ana Isabel Dias Azenha |
| 2014 | Katarina Larsson      | Celina Carpinteiro | Isabel Caetano         |
| 2015 | Daniela Reis          | Ana Valido         | Liliana Jesus          |
| 2016 | Daniela Reis          | Celina Carpinteiro | Katarina Larsson       |
| 2017 | Soraia Silva          | Sandra Santos      | Celina Carpinteiro     |
| 2018 | Daniela Reis          | Maria Martins      | Soraia Silva           |
| 2019 | Daniela Reis          | Liliana Jesus      | Melissa Maia           |
| 2020 | Raquel Silva Queiros  | Vera Vilaca        | Melissa Maia           |
| 2021 | Daniela Campos        | Ana Caramelo       | Liliana Jesus          |
| 2022 | Daniela Campos        | Beatriz Pereira    | Ana Caramelo           |
| 2023 | Ana Caramelo          | Vera Vilaca        | Alessia Teixeira       |
| 2024 | Daniela Campos        | Ana Caramelo       | Vera Vilaca            |

### Elites Mulheres
| Ano  | Vencedor           | Segundo              | Terceiro               |
| ---- | ------------------ | -------------------- | ---------------------- |
| 1992 | Ana Barros         | Julia Alves          | Ana Cancelo            |
| 1994 | Ana Barros         | Maria Cavaco Silva   | Ana Cancelo            |
| 1995 | Ana Barros         | Maria Cavaco Silva   | Ana Cancelo            |
| 1996 | Ana Barros         | Patricia Fernandes   | Ana Cancelo            |
| 2002 | Irina Coelho       | Claudia Vitorino     | Ana Rita Vigário       |
| 2003 | Irina Coelho       | Ana Rita Vigário     | Sonia Campos           |
| 2004 | Isabel Caetano     | Sandra Araujo        | Cristina Azevedo       |
| 2005 | Isabel Caetano     | Ana Rita Vigário     | Cristina Azevedo       |
| 2006 | Isabel Caetano     | Ana Rita Vigário     | Cristina Azevedo       |
| 2007 | Irina Coelho       | Isabel Caetano       | Ana Rita Vigário       |
| 2008 | Ester Alves        | Angela Fernandes     | Irina Coelho           |
| 2009 | Ester Alves        | Celina Carpinteiro   | Rute Costa             |
| 2010 | Vanessa Fernandes  | Ester Alves          | Celina Carpinteiro     |
| 2011 | Celina Carpinteiro | Ester Alves          | Monica Santos          |
| 2012 | Irina Coelho       | Celina Carpinteiro   | Monica Santos          |
| 2013 | Celina Carpinteiro | Daniela Reis         | Ester Alves            |
| 2014 | Celina Carpinteiro | Daniela Reis         | Ana Isabel Dias Azenha |
| 2015 | Daniela Reis       | Celina Carpinteiro   | Irina Coelho           |
| 2016 | Daniela Reis       | Celina Carpinteiro   | Irina Coelho           |
| 2017 | Celina Carpinteiro | Irina Coelho         | Madalena Almeida       |
| 2018 | Daniela Reis       | Maria Martins        | Celina Carpinteiro     |
| 2019 | Daniela Reis       | Raquel Silva Queiros | Sandra Santos          |
| 2020 | Melissa Maia       | Marta Branco         | Iuliia Legkova         |
| 2021 | Maria Martins      | Daniela Campos       | Daniela Pereira        |
| 2022 | Daniela Campos     | Sofia Gomes          | Daniela Pereira        |
| 2023 | Cristiana Valente  | Beatriz Pereira      | Vera Vilaca            |
| 2024 | Daniela Campos     | Ana Caramelo         | Mariana Líbano         |

## Estatísticas

### Mais vitórias
| Ciclista           | Vitórias | Anos                    |
| ------------------ | -------- | ----------------------- |
| Nelson Oliveira    | 4        | 2011, 2014, 2015 e 2016 |
| José Azevedo       | 3        | 1996, 1997 e 2001       |
| Fernando Mendes    | 2        | 1974 e 1975             |
| Vítor Gamito       | 2        | 1999 e 2000             |
| Joaquim Andrade    | 2        | 2002 e 2003             |
| Sérgio Paulinho    | 2        | 2004 e 2008             |
| Rui Costa          | 2        | 2010 e 2013             |
| Domingos Gonçalves | 2        | 2017 e 2018             |
| José Gonçalves     | 2        | 2012 e 2019             |
| João Almeida       | 1        | 2019                    |
| Ivo Oliveira       | 1        | 2020                    |
| Antonio Morgado    | 1        | 2024                    |